# Trčkové z Lípy
Trčkové z Lípy (německy Trčka von Lípa, Trčka von Leipa, či Trczka von Leipa) byli jedním z nejvýznamnějších českých šlechtických rodů. V druhé polovině 16. století a první polovině 17. století patřili k nejbohatším českým rodům. Patřila jim rozsáhlá území ve středních a východních Čechách. Řada příslušníků rodu patřila ke zdatným obchodníkům, prosadili se ale i v císařských službách. Výrazně se zasloužili o rozvoj a zkrášlení regionu – například nechali vystavět Valdickou bránu v Jičíně. Přestože podporovali husitství a později stavovskou emigraci a hlásili se k protestantství, velkou část majetku nabyli díky pobělohorským konfiskátům. V první polovině 17. století Trčkové přišli po obvinění z proticísařského spiknutí o veškerý svůj majetek a roku 1634 rod vymřel po meči.

## Dějiny rodu

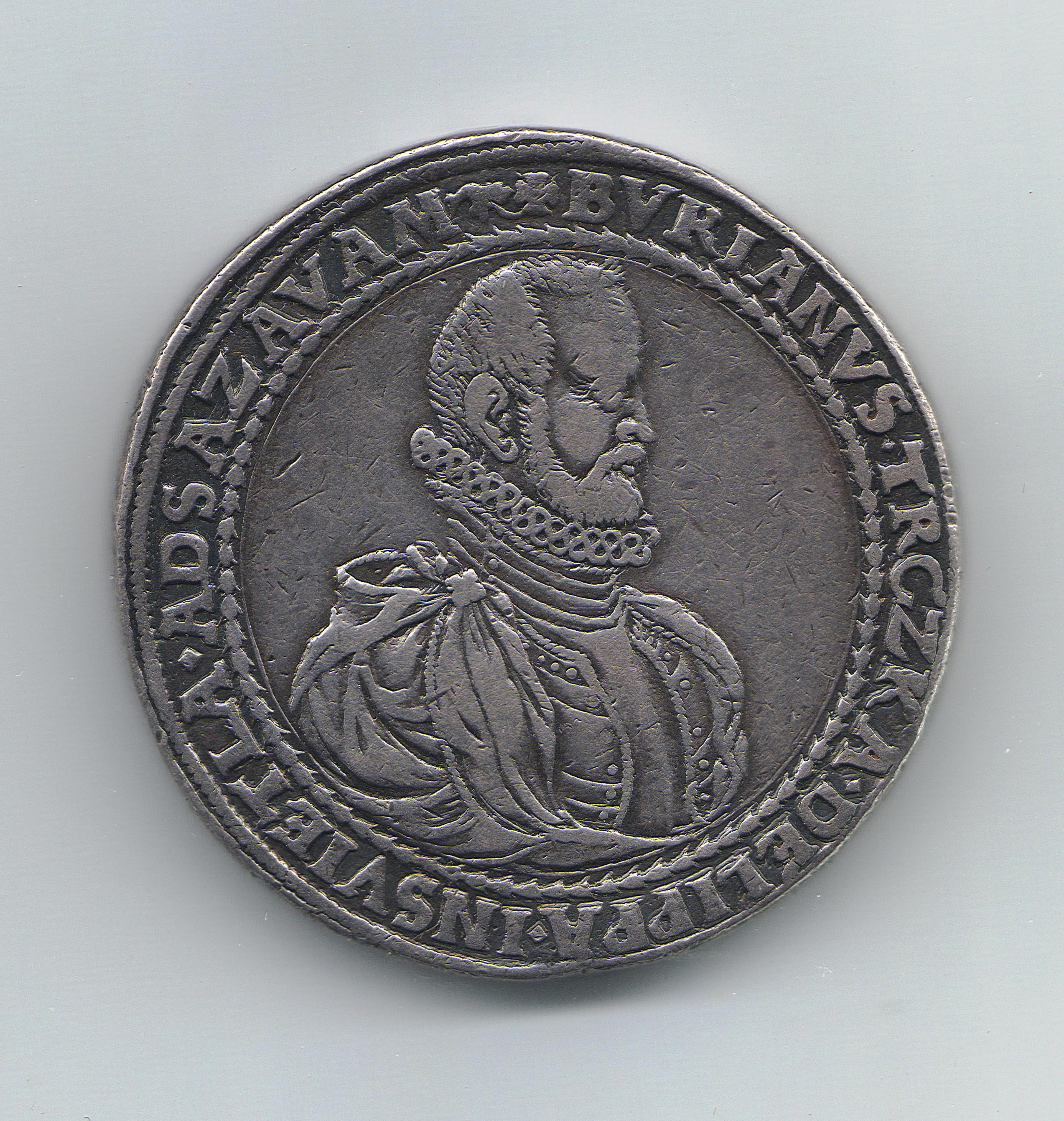
Burian Trčka

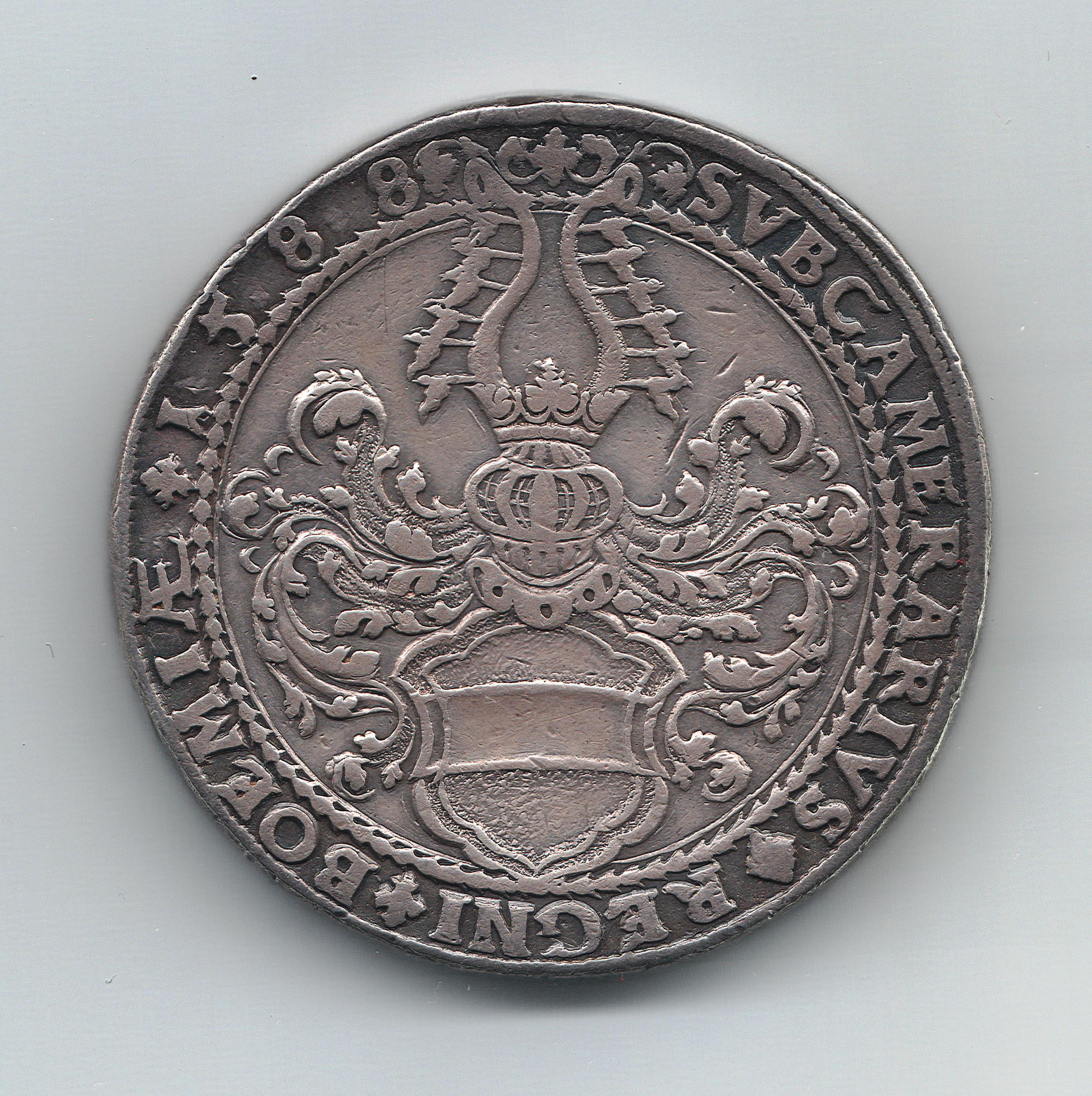
Medaile 1588

Přídomek odvozovali podle vsi a tvrze Lípa u Hradce Králové (část obce Všestary), odkud pocházely příbuzenské rody Lipských z Lípy a Salavů z Lípy. Jméno Trčka, přesněji Smil Trčka se poprvé objevuje v Pozůstatcích desk zemských k roku 1407. První historicky doložený je Mikuláš Trčka z Lípy. Zprávy o rodě pocházejí z 15. století, zbohatli v éře husitství. Mikuláš Trčka z Lípy († 1453) koupil z konfiskátů hrad Homoli nad Dušniky (v současnosti v Polsku), čímž získal strategickou kontrolu nad obchodní cestou ze Slezska do Čech. Půjčoval peníze králi Zikmundovi. V roce 1428 koupil dům v Kutné Hoře, který si zvolil za své sídlo. Následně získal vesnice u Dolních Kralovic, Světlou nad Sázavou (1429, i s hradem), Lipnici, Vožici a vlašimské panství. Zároveň ale neváhal nabývat majetek loupeží, v roce 1433 společně s Mikulášem Koldou ze Žampachu a Matějem Salavou z Lípy napadli a vyplenili městečko Choceň. Mikuláš se stal se zakladatelem budoucích rozsáhlých trčkovských držav, jejichž zisk vyplýval z uznání krále Zikmunda českým králem v roce 1436 a podpora zemského správce Jiřího z Poděbrad. 
S Kateřinou ze Smiřic měl 3 syny: Buriana I. na Lipnici (zakladatele tzv. lipnické větve rodu Trčků) a Mikuláše staršího na Vlašimi (zakladatele tzv. vlašimské větve rodu). Třetí syn Zdeněk zemřel bezdětný.
Po smrti Mikuláše Trčky z Lípy roku 1453 musel jeho syn Burian I. Trčka z Lípy tváří v tvář revizím majetků vyvolaných čerstvě korunovaným králem Ladislavem Pohrobkem dokládat legální nabytí všech trčkovských statků. To se mu nepodařilo, a proto rod na nějaký čas ztratil pelhřimovské a řečické panství. Díky přímluvě Jiřího z Poděbrad se Burianovi podařilo získat zpět panství pelhřimovské a menší část panství řečického. Od roku 1454 působil jako přísedící u zemského soudu a od roku 1457 působil jako nejvyšší písař. Podporoval Jiřího z Poděbrad, což mu po jeho korunování králem vyneslo místo velitele vojska v boji proti odbojné Jihlavě. O rozmnožení majetku se ale významně nezasloužil.
Po smrti bratra Zdeňka si zbývající dva bratři, Burian a Mikuláš pravděpodobně v roce 1464 rozdělili rodový majetek. Rod se tak podle získaných území rozdělil na dvě větve: lipnickou a vlašimskou.

### Lipnická větev rodu
Svého bratra Zdeňka přežil Burian I. Trčka na Lipnici o pět let. Co se týče ekonomických zisků, k rozšíření rodového majetku příliš nepřispěl. Po smrti po něm zůstali 4 nezletilí synové. Majetek, který zdědili byl až do jejich plnoletosti spravován jejich strýcem Mikulášem starším na Vlašimi. Po získání plnoletosti v 80. letech 15. století přešel majetek zpět do jejich rukou. Tento majetek poté spravovali společně.
V roce 1489 jeden z bratrů, Mikuláš mladší Trčka z Lípy získal od krále Vladislava Jagelonského hrad Lichnici, po kterém přijal i jméno. Rodový majetek rozšířil významným způsobem. Řadou nákupů postupně sceloval majetky v okolí Lichnice, což dokončil nákupem města Chotěboře s přilehlými vesnicemi. Další nákupy prováděl v severovýchodních Čechách, zejména na Královéhradecku, kde získal v roce 1495 opočenské panství, následnými nákupy získal vesnice v okolí Opočna včetně panství veselického a šestajovického. O rok později získal Třebechovice pod Orebem s okolními statky a v letech 1497 až 1499 postupně skupoval části panství smiřického, kde Trčkové prováděli od roku 1626 násilnou rekatolizaci. Oproti tomu se části majetku zbavoval, prodal panství lipnické a svému bratru Burianovi II. některé vesnice v jihovýchodních Čechách. V roce 1511 koupil panství děčínské, kamenické a benešovské, pravděpodobně se snahou propojit je s majetky na Královéhradecku. To se však nepodařilo, a proto panství v severních Čechách po 5 letech opět (se ziskem) prodal. Oženil se s Kateřinou ze Šelmberka a z Kosti, manželství ale zůstalo bezdětné. Svou manželku přistihl při nevěře a za trest ji nechal zazdít. Díky významným nákupům byl v té době trčkovský majetek dle berních rejstříků k největším v Královéhradeckém kraji.

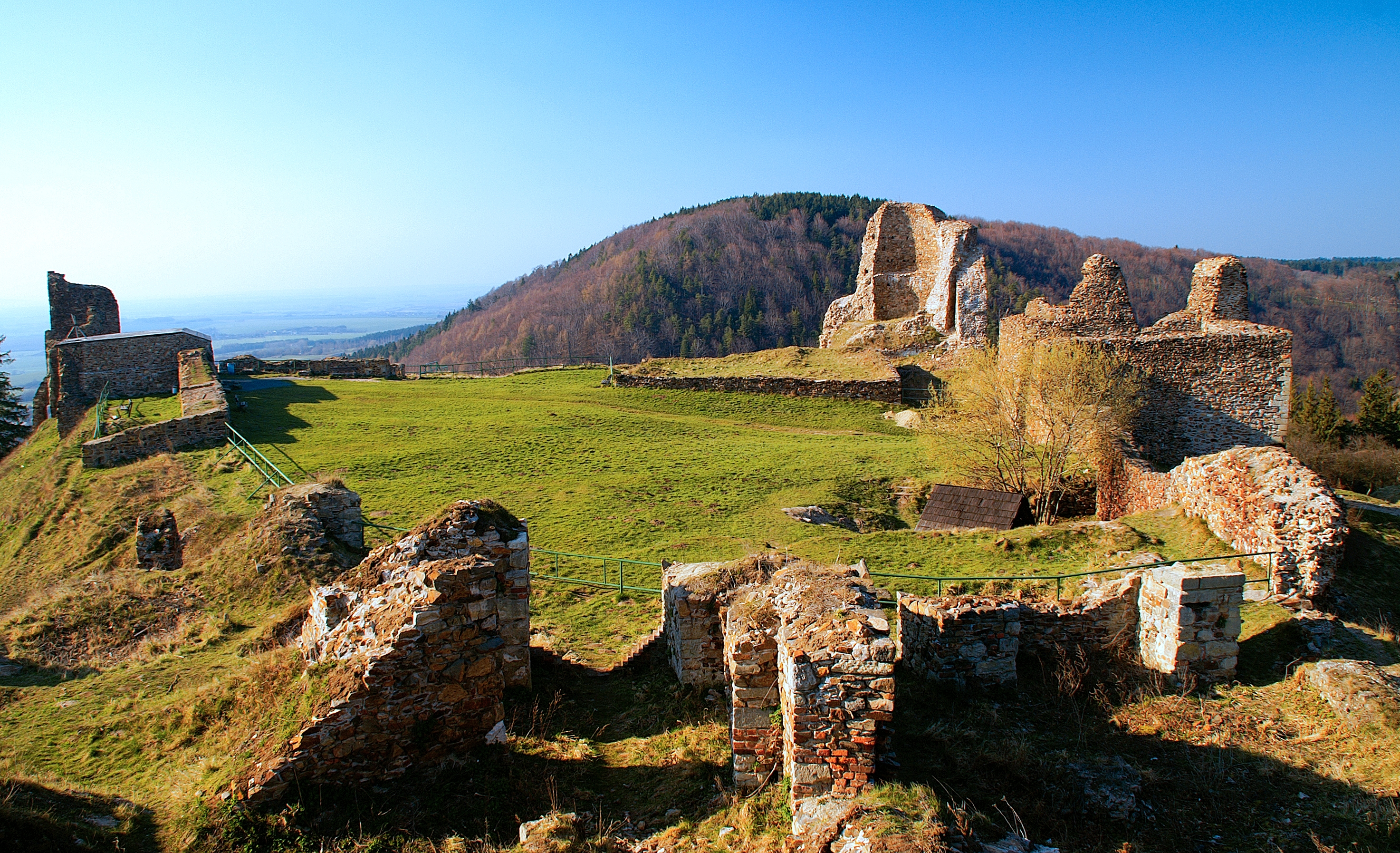
Zřícenina hradu Lichnice

Dědictví po Mikulášovi bylo podle závěti po jeho smrti v roce 1619 rozděleno na dvě části: majetky v Královéhradeckém kraji získala vdova po jeho strýci Mikulášovi starším Johana Kroměšinová z Březovic z vlašimské větve rodu a panství v jihovýchodních Čechách odkázal svému bratru Burianovi II. Burian Trčka z Lípy držel až do roku 1587 Rychnov nad Kněžnou. Na Moravě držel Zábřeh a Klášterec. Burian II. Trčka se oženil s Kateřinou s Lichtenburka, se kterou měl 4 děti: Jana staršího, Mikuláše, Zdeňka a Dorotu. Pouze Jan starší, který zdědil část majetku po Zdeňkovi na Vlašimi a Opočně měl potomky. S Markétou ze Šelmberka a z Kosti přivedli na svět 8 dětí: Johanu, Jindřicha, Buriana III., Zdeňka, Mikuláše, Ferdinanda, Jaroslava a Magdalenu. Z těchto 8 dětí pouze Burian III. na Lipnici a na Světlé a Jaroslav na Ledči a Větrném Jeníkově měli potomstvo. Zatímco Jaroslav s Žofií Markétou Meziříčskou a později s Johankou ze Žerotína přivedli na svět 4 děti, Veroniku, Jindřicha, Viléma, Kryštofa Jaroslava a Jana Karla (žádný z nich už ale potomstvo neměl), Burian III. s Kateřinou z Gutštejna a později s Marjánou Vančurovou z Řehnic přivedli na svět 4 děti: Jana Rudolfa, Markétu, Maxmiliána a Buriana Mikuláše. Zatímco Markéta, Maxmilián a Burian Mikuláš zemřeli bezdětní, Jan Rudolf Trčka z Lípy se ujal rodového majetku, který byl spojeným majetkem obou rodových větví.

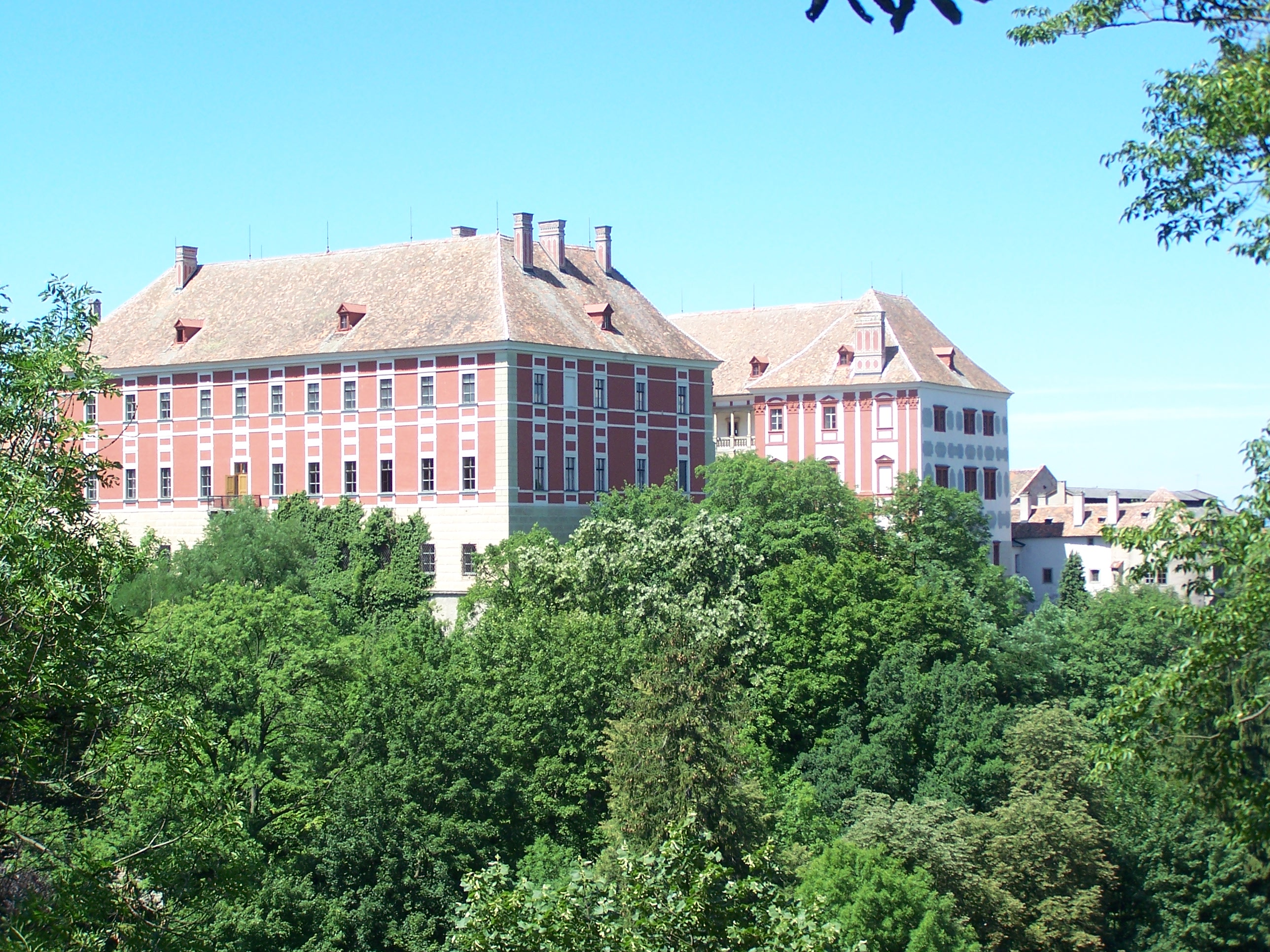
Opočenský zámek, který si Trčkové vybrali jako rodové sídlo

Díky dědictví po zemřelém bratranci Kryštofu Jaroslavovi, posledním mužském potomkovi Trčků z vlašimské větve obhospodařoval Jan Rudolf Trčka z Lípy (1557–1634) scelený trčkovský majetek, čímž se stal na začátku 17. století nejbohatším českým šlechticem. Jeho državy se nacházely především na čáslavsku a (díky zděděným panstvím opočenským a smiřickým) na Královéhradecku. Další majetky potom získal díky pobělohorským konfiskacím. Důležitým činitelem v rozšiřování trčkovského majetku se stala svatba s Marií Magdalénou z Lobkovic, dcerou Ladislava Popela z Lobkovic. Magdaléna pocházela z významného a bohatého rodu a sama se projevila jako zdatná obchodnice. Než ale začala společně s Janem Rudolfem rozšiřovat trčkovské panství, museli bojovat o již držený majetek, neboť se objevila obvinění z podpory protihabsburské opozice. Tu sice Rudolf podporoval (samotní Trčkové byli tradičními protestanty) avšak do samotného stavovského povstání nezasáhl. Díky přímluvě manželky Janu Rudolfovi statky nezkonfiskovali a později si některé směl levně koupit. Z existenčních důvodů byl Jan Rudolf nucen se svým synem Adamem Erdmanem přestoupit ke katolictví, což se stalo 14. listopadu 1628. Marie Magdalena směla zůstat na základě císařova svolení protestantkou. Poté, co se Janu Rudolfovi a Marii Magdaléně podařilo odvrátit hrozbu ztráty majetku, zapojili se, zejména ale Marie Magdaléna do nákupu panství i jednotlivých statků a usedlostí. Při této činnosti se naplno projevil její obchodnický talent, navíc podpořený úzkou obchodní spoluprací s Albrechtem z Valdštejna. Jeho panství se nacházelo v severních Čechách se sídlem v Jičíně. Albrecht a Magdaléna skupovali nemovitosti a obchodovali i mezi sebou, díky čemuž mohli svá panství scelovat a rozšiřovat. Později významným se stal prodej dvou trčkovských domů v Praze, na Malé straně Albrechtovi. Tyto domy se staly základem pro další výstavbu a vznik dnešního Valdštejnského paláce. Na rozdíl od Magdalény, která kromě svého obchodního talentu byla známá svou tvrdostí, až bezcitností vůči podaným (což jí vyneslo přezdívku zlá Manda) což vyvrcholilo selským povstáním na Královéhradecku, které nakonec muselo potlačovat Valdštejnovo vojsko, byl Jan Rudolf mírné povahy a svůj zájem zaměřoval spíše na politiku. Působil ve funkci císařského rady a později i ve funkci komořího císaře Rudolfa II. Začátkem 17. století také vykonával funkce hejtmana hradeckého kraje. Během svého obchodního působení Rudolf a Magdaléna Trčkovi rozšířili trčkovské državy zejména nákupem levných konfiskátů. V letech 1622 až 1632 získali město Čáslav, Větrný Jeníkov, panství Žireč, Adršpach, Nové Město n./M., panství Náchod, statky Rýzmburk a Třebešov. V roce 1630 Magdaléna statky Rýzmburk a Třebešov postoupila svému synovi Adamu Erdmanovi za 200 tisíc kop grošů míšeňských. Z manželství Jana Rudolfa a Marie Magdalény vzešly 4 (podle jiných zdrojů až 6) děti. Dospělosti se dožily 4: Vilém, Alžběta Magdaléna (také Eliška), Johana a Adam Erdman. S Adamem Erdmanem se počítalo jako s dědicem a pokračovatelem na trčkovských panstvích, neboť syn Vilém se otevřeně postavil na stranu proticísařské opozice a žil v emigraci.

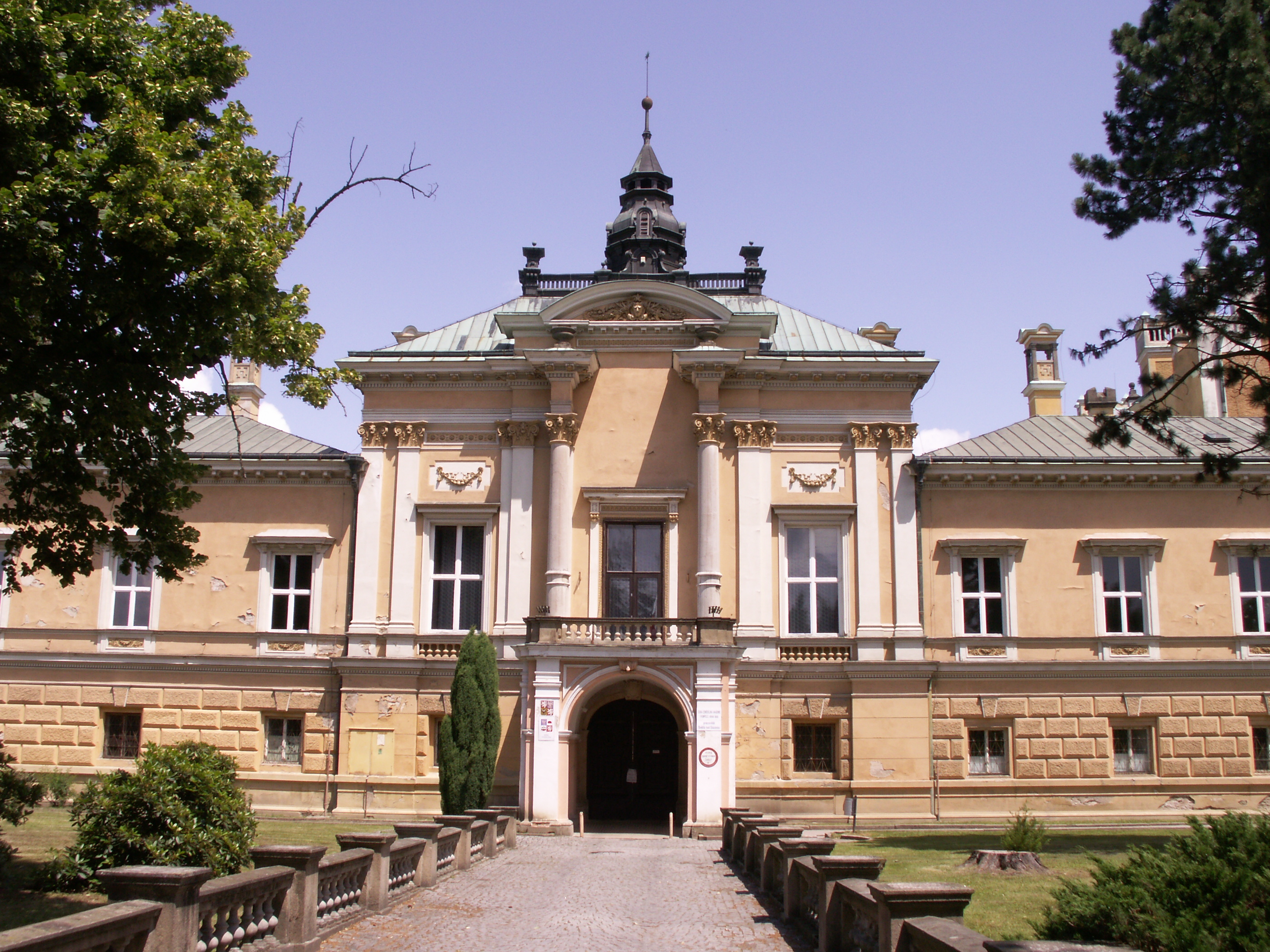
Zámek Světlá nad Sázavou

Adam Erdman (1600–1634) neměl ani obchodní, ani politické ambice, ale věnoval se vojenství. Sňatkem s Marií Maxmillianou z Harrachu se stal švagrem Albrechta z Valdštejna (ten si vzal za ženu Mariinu sestru Isabellu z Harrachu) díky čemuž se dostal nejen do prostředí vysoké šlechty, ale otevřela se mu cesta k vysokým armádním postům, stal se generálem císařské jízdy. V roce 1628 se stal hrabětem a rok na to byl povýšen do stavu říšských hrabat. Krátce na to se stal komorníkem císaře Ferdinanda II. a v roce 1633 místodržícím a zemským soudcem. Přestože trčkové upevňovali své pozice, udržovali důvěrné styky s protihabsburkou emigrací, kde se nacházel nejen jejich syn Vilém, žijící ve Frankfurtu, ale kde v Drážďanech žila v emigraci se svým mužem Vilémem Kinským i jejich dcera Alžběta Magdaléna. Předpokládá se, Marie Magdaléna sloužila jako prostředník pro Valdštejnovo vyjednávání s protihabsburskou opozicí v zahraničí. Adam Erdman věřil, že se Valdštejn, který sám byl katolík nakonec postaví otevřeně proti Habsburkům, a jeho váhání omlouval Valdštejnovým zájmem o astrologii – tvrdil, že Valdštejn váhá, protože podle postavení hvězd ještě nenastala správná chvíle. Ze sňatku Adama Erdmana s Marií Maxmillianou se narodili 3 děti, dva chlapci (kteří ale zemřeli v dětském věku) a dcera Marie Isabella, která se dožila dospělosti. V roce 1632 zemřel Rudolfův syn Vilém Trčka a rok na to zemřela manželka Marie Magdaléna. 25. února 1634 byl v Chebu spolu se švagrem Albrechtem z Valdštejna zavražděn Adam Erdman (zavražděn byli i manžel jeho sestry Alžběty, Vilém Kinský). Z celého rodu Trčků tak přežil jediný muž, Jan Rudolf Trčka z Lípy. Přestože se pokoušel konfiskace všech svých statků, neuspěl a naopak byl obviněn ze spiknutí a zrady. Soudu se ale nedočkal a zemřel 29. září 1634 v tehdejším Německém, dnešním Havlíčkově Brodě, pohřben byl ve Světlé nad Sázavou.

### Vlašimská větev rodu

Vilém Trčka z Lípy (kopie náhrobního kamene)

Mikuláš starší Trčka z Lípy a na Vlašimi se zasadil o významné rozšíření rodového majetku. Získal načeradské panství a v roce 1488 odkoupil od města Jičína velišské panství. Se svou manželkou Johanou Kroměšínovou z Březovic a na Třebechovicích měl čtyři děti. Ta po jeho smrti zdědila celý majetek, který navíc rozšířila o panství na Královéhradecku po Mikulášovi mladším Trčkovi z Lípy. Dědictví ale dlouho nespravovala, neboť zemřela ještě v témže roce 1619. Její syn Zdeněk, který po ní zdědil panství opočenské, zemřel ale bezdětný a v závěti ho odkázal část svému synovci Janu mladšímu a druhou Janu staršímu z lipnické větve. Z pěti dětí Mikuláše staršího a Johany měli potomky pouze syn Vilém s Johanou z Vřesovic (syn Jan mladší) a Mikuláš na Veliši s Johanou ze Šelmberka a z Kosti (dcera Veronika a syn Vilém. Synové Zdeněk, Jan a Jindřich zemřeli bezdětní. Jan mladší, syn Mikuláše na Veliši zemřel bezdětný a majetek odkázal svému bratrancovi Vilémovi. Vilém Trčka z Lípy vykonával funkci hejtmana hradeckého kraje a v roce 1562 on osobně povýšil do panského stavu. Celý rod byl do panského stavu přijat v roce 1593. Manželství Viléma na Opočně a na Veliši s Barborou z Bíbrštejna zůstalo bezdětné, stejně jako manželství jeho sestry Veroniky s Karlem ze Žerotína. Tím vlašimská větev vymřela. majetek získala lipnická větev Trčků a část pak rod Žerotínů.

## Vymření rodu
Poté, co smrtí Jaroslava Kryštofa Trčky vymřela po meči vlašimská větev rodu, stala se lipnická větev jediným pokračováním rodu Trčků. Poslední mužští potomkové Jana Rudolfa Trčky Vilém a Adam Erdman zemřeli bez mužských potomků. Po ženské linii (tzv. po přeslici) pokračoval rod v Marii Isabelle. Ta se provdala za Sigmunda Fridricha hraběte z Götzenu, se kterým měla tři syny. Rodové jméno Trčka ale nepoužíval žádný z nich. Majetek rodiny Trčků byl zkonfiskován ve prospěch císaře. Později ho získaly jiné šlechtické rody, např. Opočno Colloredové, Smiřice Gallasové.

## Rozrod rodu
Za zakladatele rodu Trčků a prvního toho jména je považován Mikuláš Trčka z Lípy a na Lipnici. Ten měl s Kateřinou ze Smiřic tři syny. Buriana I. na Lipnici (tzv. lipnická větev) a Mikuláše staršího na Vlašimi (tzv. vlašimská větev), třetí syn, Zdeněk, zemřel bezdětný.
Mikuláš starší na Vlašimi se oženil s Johanou Kroměšínovou z Březovic a na Třebechovicích, se kterou měl pět synů. Zatímco Zdeněk na Vlašimi a Opočně, Jan a Jindřich zemřeli bezdětní, syn Vilém s Johanou z Vřesovic přivedli na svět syna Jana mladšího na Lichnici a Opočně, jehož manželství s Markétou Žehušickou z Nestajova zůstalo bezdětné. Další syn Mikuláše staršího, Mikuláš na Veliši se oženil s Johanou ze Šelmberka a z Kosti, se kterou měl dceru Veroniku a syna Viléma na Opočně a na Veliši. Obě manželství těchto dětí skončila bezdětná a smrtí Viléma na Opočně a na Veliši vlašimská větev vymřela.
Burian I. na Lipnici, zakladatel lipnické větve měl čtyři syny. Mikuláš mladší, Melchysedech a Jiří zemřeli bezdětní. Čtvrtý syn, Burian II. měl s Kateřinou z Lichtemburka čtyři děti. Tři z nich, Mikuláš, Zdeněk a Dorota zemřeli bezdětní, čtvrtý syn, Jan starší měl s Markétou ze Šelmberka a z Kosti osm dětí. Synové Jindřich, Zdeněk na Humpolci, Ferdinand na Novém Želivě a Mikuláš a dcery Johana a Magdaléna zemřeli bezdětní, syn Jaroslav na Ledči a Větrném Jeníkově měl s Žofií Markétou Meziříčskou a poté s Johankou ze Žerotína pět dětí: Veroniku, Jindřicha, Viléma Kryštofa Jaroslava a Jana Karla. Všichni zemřeli bezdětní. Další syn Jana staršího, Burian III. na Lipnici a Světlé měl s Kateřinou z Gutštejna a poté s Marjánou Vančurovou z Řehnic čtyři děti. Maxmilián na Novém Želivě, Burian Mikuláš a Markéta (vdaná celkem třikrát) zůstali bezdětní, nejstarší syn Jan Rudolf měl s Marií Magdalenou z Lobkovic čtyři děti. Syn Vilém a dcery Eliška a Johana zemřeli bezdětní, nejstarší syn Adam Erdman měl pouze nemanželskou dceru Marii Isabellu. Tím vymřela nejen lipnická větev, ale i rod Trčků.

## Konfiskace majetku Trčků po vymření rodu
Díky kontinuálnímu růstu majetku v předešlých stoletích a mimořádných obchodních aktivitách Marie Magdaleny v době pobělohorských konfiskací se Trčkové zařadili mezi nejbohatší šlechtu v Čechách a co do rozsahu majetku jim náleželo hned druhé místo po Albrechtovi z Valdštejna. Právě blízké příbuzenské vazby na generalissima Valdštejna a zapojení do jeho neprůhledných aktivit ve třicátých letech 17. století nakonec vedlo i k jejich pádu. Po roce 1620 se Trčkům podařilo vytvořit prakticky souvislý pozemkový celek ve východních Čechách pod Orlickými horami (Náchod, Opočno, Nové Město nad Metují), další rozsáhlé statky jim patřily také na Vysočině (Lipnice nad Sázavou, Světlá nad Sázavou) nebo v Čáslavském kraji (Žleby). V posledních letech existence rodu nejsou úplně zřetelné převody v nejužším rodinném kruhu mezi Marií Magdalenou, jejím manželem Janem Rudolfem a jejich synem Adamem Erdmannem. V pozdějších konfiskačních protokolech se Adam Erdmann uvádí jako majitel Opočna, Náchoda a Nového Města nad Metují, zatímco všechen ostatní majetek spravoval po smrti Marie Magdaleny Jan Rudolf.
Adam Erdmann Trčka byl zavražděn spolu s Valdštejnem v Chebu a jeho otec Jan Rudolf se tak stal posledním žijícím členem rodu bez mužského potomka. Sepsal proto novou závěť, která zněla ve prospěch několika příbuzných, především dcer, snachy a vnučky. Přímý podíl Jana Rudolfa na Valdštejnově zradě je diskutabilní, ale bylo s ním zahájeno vyšetřování, které předčasně ukončila Trčkova smrt v září 1634. Jeho poslední závěť byla prohlášena za neplatnou a vymazána ze zemských desek a všechen majetek Trčků propadl konfiskaci (proces byl formálně ukončen až v květnu 1636). Ve srovnání s první vlnou pobělohorských konfiskací teprve valdštejnské a trčkovské konfiskace znamenaly zásadní proměnu národnostního složení šlechty v Českém království. Dokládá to i rozdělování trčkovských statků, které získali důstojníci císařské armády italského, francouzského nebo německého původu. Jen výjimečné byly zisky příslušníků staré české šlechty. Jedná se například o panství Světlá nad Sázavou, kde Ladislav Burian z Valdštejna vykoupil podíly několika důstojníků a stal se jediným majitelem panství. Dalším případem bylo panství Chotěboř, které získal Jaroslav Sezima Rašín z Rýzmburka. Ten včas přešel na císařskou stranu a proti Valdštejnovi vypovídal před vyšetřovací komisí. Prakticky žádný z nových majitelů trčkovských statků nezaplatil plnou odhadní cenu, všem důstojníkům byly z předepsané kupní ceny odečteny náklady na vydržování pluků, vysoce postavení dvořané uplatnili své pohledávky u dvorské komory, v případě statků předaných řádu jezuitů se dokonce jednalo o bezplatné převody. Nejrůznější vyrovnání pohledávek a dluhů Trčků se na řadě panství až do konce 17. století. V konfiskačním procesu byl pozemkový majetek Trčků oceněn sumou čtyř miliónů zlatých (Jan Rudolf Trčka 3 107 865 zlatých, Adam Erdmann 872 464 zlatých), dalších několik set tisíc zlatých zahrnovala hotovost, klenoty a nejrůznější pohledávky.

### Rozdělení majetku Trčků po vymření a konfiskaci statků
| Panství                          | Odhadní cena    | Nabyvatel                                                  |
| -------------------------------- | --------------- | ---------------------------------------------------------- |
| Opočno                           | 394 885 zlatých | polní maršál Rudolf hrabě Colloredo z Waldsee              |
| Smiřice                          | 391 554 zlatých | polní maršál Matyáš hrabě z Gallasu                        |
| Světlá nad Sázavou               | 253 452 zlatých | plukovník Ladislav Burian z Valdštejna                     |
| Náchod                           | 215 613 zlatých | polní maršál Ottavio kníže Piccolomini                     |
| Ledeč nad Sázavou                | 162 536 zlatých | generál Adrian svobodný pán z Enkfenfurtu                  |
| Nové Město nad Metují            | 118 975 zlatých | generál Walter svobodný pán Leslie                         |
| Choustníkovo Hradiště            | 85 797 zlatých  | generál František hrabě z Ulfeldu                          |
| Žleby                            | 84 528 zlatých  | nejvyšší císařský hofmistr Leonard Helfried hrabě z Meggau |
| Čížkovice                        | 83 578          | Agnes svobodná paní z Varrensbachu                         |
| Tupadly                          | 81 6789 zlatých | plukovník Arnošt hrabě de Suys                             |
| Krchleby                         | 76 795 zlatých  | plukovník Walter Deveroux (vrah Albrechta z Valdštejna)    |
| Kounice                          | 76 302 zlatých  | arcivévoda Ferdinand                                       |
| Žireč                            | 75 216 zlatých  | jezuitská kolej ve Vídni                                   |
| Jeníkov                          | 65 876 zlatých  | generál Martin Maxmilián svobodný pán z Golče              |
| Větrný Jeníkov                   | 63 154 zlatých  | generál Filip Friedrich svobodný pán Breuner               |
| Habry                            | 62 075 zlatých  | plukovník Reinhard svobodný pán z Walmerode                |
| Lipnice nad Sázavou              | 60 405 zlatých  | plukovník Matouš Vernier z Rougemontu                      |
| Žáky                             | 47 984 zlatých  | říšský vicekancléř Ferdinand hrabě Kurz ze Senftenau       |
| Bohdaneč                         | 43 019 zlatých  | plukovník Gotthard ze Schaftenbergu                        |
| Žacléř                           | 42 000 zlatých  | jezuitská kolej ve Vídni                                   |
| Chotěboř                         | 39 701 zlatých  | Jaroslav Sezima svobodný pán Rašín z Rýzmburka             |
| Černíkovice                      | 38 664 zlatých  | plukovník Jindřich Kraft z Lammersdorfu                    |
| Doubravice                       | 28 673 zlatých  | Jindřich Kustoš ze Zubří a Lipky                           |
| Trčkovský palác (Praha-Hradčany) | 18 000 zlatých  | Maxmilián hrabě z Trauttmansdorffu                         |

## Erb
Jejich dvakrát dělený znak měl ve štítu nahoře černý, uprostřed se stříbrným břevnem a dole červený pruh. V klenotu na kbelcové přilbě se nachází červený a stříbrný roh s praporečky v opačných barvách.

## Příbuzenstvo
Spojili se s Lobkovici, Valdštejny, Kinskými, Šelmberky, Bibrštejny, Šternberky či Žerotíny.